# 아라하타 간손
아라하타 간손(일본어: 荒畑 寒村: 1887년(메이지 20년) 8월 14일-1981년(쇼와 56년) 3월 6일)은 일본의 노동운동가다. 사회주의자에서 시작해 아나르코생디칼리스트, 공산주의자로 전향한 끝에 전후 일본사회당에서 의원을 지냈다.
가나가와현 요코하마시 에이라쿠정의 요코하마 유곽에서 태어났다. 유년기를 요코하마시 노바(野庭, 현재의 고난구)에서 보냈다. 고등소학교를 졸업한 뒤 외국인상관의 보-이로 일하다 기독교로 개종했다. 이후 요코스카 해군공창에서 근무하던 가운데 『만조보』에 사카이 토시히코와 코토쿠 슈스이가 쓴 반전시, 퇴사의 변을 보고 감동하의 노동운동에 투신, 코토쿠와 사카이가 발행한 주간지 『평민신문』의 비전론에 공감하여 사회주의자가 된다.
이후 사카이의 주선으로 와카야마현 무로군의 『무로신보』에서 신문기자로 일하다 1904년 『평민신문』 편집주간으로 참여했다. 『평민신문』에서 6살 연상의 칸노 스가와 내연관계가 되어 1907년 결혼했다. 이 때 사회주의 전도 과정에서 타나카 쇼조를 알게 되어 아시오 광독사건을 소재로 「야나카촌 멸망사」를 저술했다.
1908년 적기사건으로 검거되었다. 재판에서 유죄를 선고받고 금고 1년에 처해진다. 감옥에 있는 동안 아내 스가가 코토쿠와 불륜관계가 되었다. 코토쿠는 모로오카 치요코와 이혼했고, 스가도 일방적으로 옥중의 아라하타에게 이혼장을 보냈다. 분노한 아라하타는 2년 뒤 출옥하여 권총으로 스가를 죽이려 했다가 단념하고 대신 카츠라 타로 총리 암살을 기도했으나 이 역시 실행에 옮기지 못했다. 한편 스가 및 코토쿠와 소원해진 때문에 이후 코토쿠 대역사건에서 검거 및 처형을 면했다. 코토쿠와 스가는 불륜 사건으로 동료들에게 백안시되었기 때문에 아라하타 외에도 다수의 사회주의자들이 연좌를 면했다.
출옥 후 사카이가 설립한 매문사에 참여, 야마카와 히토시, 타카바타케 모토유키 등과 함께 꾸준히 체제변혁을 도모했다. 1912년에는 오스기 사카에와 『근대사상』을 창간했다. 하지만 생디칼리슴을 주장한 오스기와 마르크스주의에 입각한 아라하타의 대립이 가시화된 끝에 둘은 결별했다. 아라하타는 관서 지방에서 노동조합 활동을 계속하면서 1920년 일본사회주의동맹, 1922년 제1차 일본공산당 창립에 각각 참여했다. 그러나 1923년 제1차 일본공산당 사건으로 사카이 토시히코와 함께 검거되었고, 제1차 일공당은 아라하타의 유일한 반대에도 불구하고 해산되었다. 이후 아라하타는 잔무 처리를 위한 뷰로에 참여하여 당재건을 목표로 했지만 뷰로 내에서 후쿠모토 카즈오의 이론이 영향력이 커지면서 점차 당재건 활동에서 거리를 두게 되었다. 후쿠모토이즘에 의문을 제기한 아라하타는 후쿠모토의 압도적 영향력 아래 있던 젊은 활동가들에게 격렬하게 비방을 받았다.
이후 일공당은 후쿠모토이즘에 따라 제2차 일본공산당으로 재건되지만, 아라하타는 제1차 일공당 해산에 찬성했던 사노 마나부, 토쿠다 큐이치가 재건 중심세력이 된 것에 분노하여 애제자 나베야마 사다치카의 읍소에도 불구하고 제2차 일공당에 참여하지 않았다. 그리고 1927년 야마카와 히토시, 이노마타 츠나오 등과 함께 『노농』을 창간, 노농파의 중심 멤버로서 비공산당 마르크스주의의 이론을 향도했다. 중일전쟁이 시작되자 반파시스트 운동을 주도한 일본무산당에 참여했다. 그러나 1937년 인민전선 사건으로 야마카와, 카토 칸쥬 등 400여명과 함께 투옥되어 전쟁이 끝날 때까지 감옥살이를 한다.
전후 전금동맹 위원장에 취임함과 동시에 일본사회당 결성에 참여했다. 1946년 중의원 의원을 2기(중선거구 도쿄 제4구) 맡지만, 1948년 일사당을 탈당했다. 1949년 1월 제24회 중의원 의원 총선거에서 사회주의정당결성추진협의회(소위 간손 신당)을 모체로 무소속 출마했으나 낙선했다. 이후 관동금속노동조합 위원장을 역임했다.
그 뒤로는 정치에서 물러나 평론활동에 전념했다. 1950년 12월 소련에 대한 평가를 놓고 코보리 진지와 야마카와 히토시·사키사카 이츠로 사이에 갈등이 발생하자 아라하타는 코보리의 주장에  찬동하지는 않았지만 코보리가 간손 신당의 실무를 담당했었기 때문에 코보리의 편을 들어 1951년 결성된 사회주의협회에 참가하지 않았다. 1960년대 후반 이후로는 소련파 경향을 선명하게 한 사키사카의 사회주의협회를 강하게 비판했다. 신좌파 운동이 흥기할 때 일시적으로 학생운동을 지원했지만 내부 게발트 등 막장짓에 실망하여 다시 문필활동에만 전념했다. 제10회 참의원 의원 통상선거에 산리즈카 시바야마 연합공항반대동맹의 토무라 잇사쿠가 출마했을 때 오다 마코토 등이 ‘산리즈카 투쟁과 토무라 잇사쿠씨에 연대하는 회’를 만들자 거기 참가했다.
1981년 3월 6일 도쿄도 세타가야구의 타마가와 병원에서 폐기종으로 사망했다. 향년 93세.